# Dryadaula irinae
Dryadaula irinae är en fjärilsart som beskrevs av Nikolaj Savenkov 1989. Dryadaula irinae ingår i släktet Dryadaula och familjen äkta malar.
Artens utbredningsområde är Lettland. Inga underarter finns listade i Catalogue of Life.